# خورخه کاماس (بازیکن فوتبال)
خورخه کاماس (انگلیسی: Jorge Comas؛ زادهٔ ۹ ژوئن ۱۹۶۰) بازیکن فوتبال اهل آرژانتین است.
از باشگاه‌هایی که در آن بازی کرده‌است می‌توان به باشگاه فوتبال ولز سارسفیلد و باشگاه فوتبال بوکا جونیورز اشاره کرد.
وی همچنین در تیم ملی فوتبال آرژانتین بازی کرده‌است.